# Полене
Полене (словен. Polene) — поселення в общині Словенське Коніце, Савинський регіон, Словенія. Висота над рівнем моря: 406,4 м.